# Kyrkbyns bibliotek

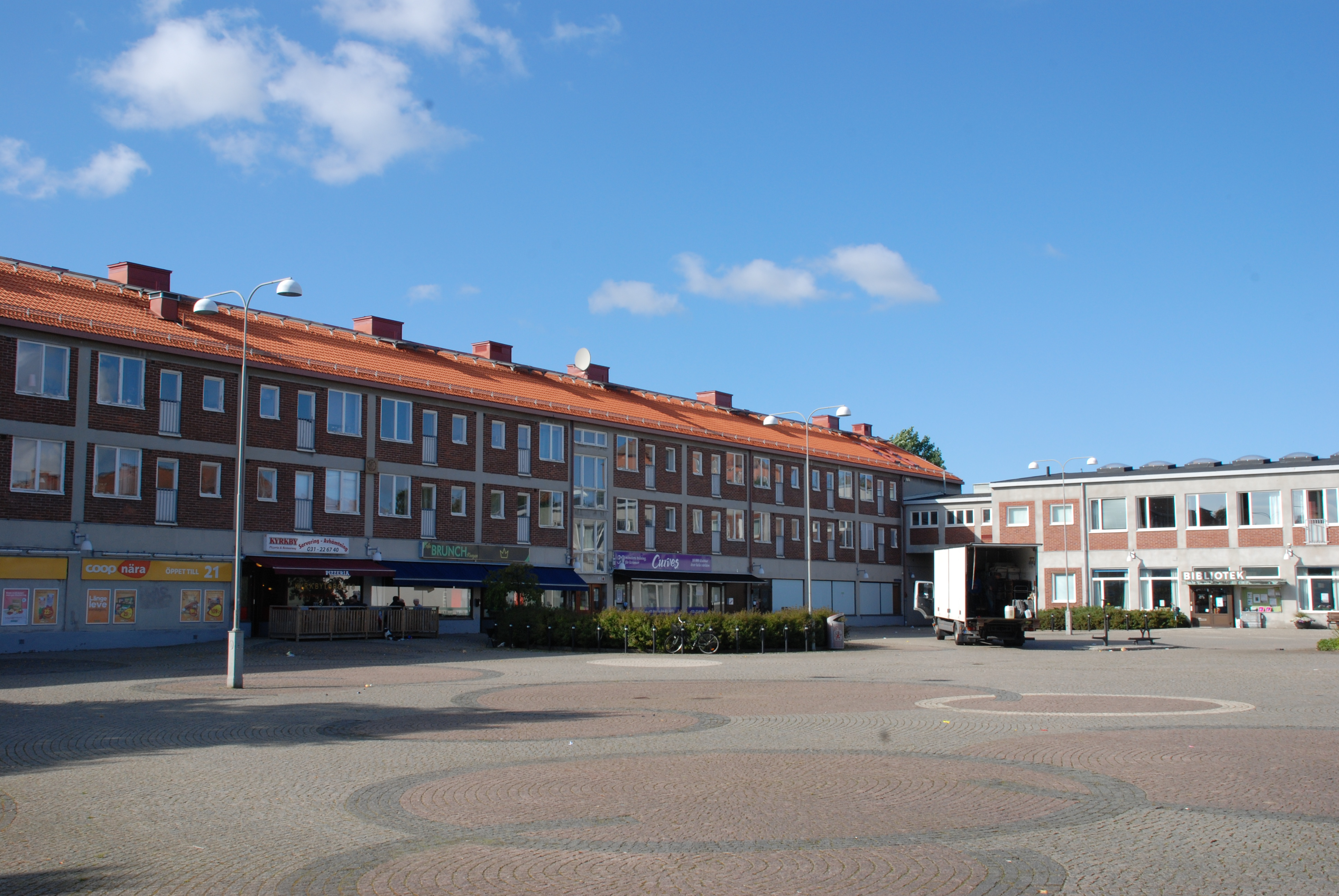
Kyrkbyns bibliotek längst till höger i bild, med skylten "Bibliotek" över entrén. Fotografi från 2012.

Kyrkbyns bibliotek är ett folkbibliotek i Göteborg som inledde sin verksamhet i november 1956. Det tillhör Göteborgs stadsdelsbibliotek, tillsammans med 26 andra bibliotek i olika stadsdelar inklusive Stadsbiblioteket. Biblioteket ligger vid Kyrkbytorget i stadsdelen Kyrkbyn på Hisingen.
Till 60-årsjubileet 2016 renoverades biblioteket, men mycket inredning och utsmyckning från 1950-talet är bevarad.